# Koleje Śląskie

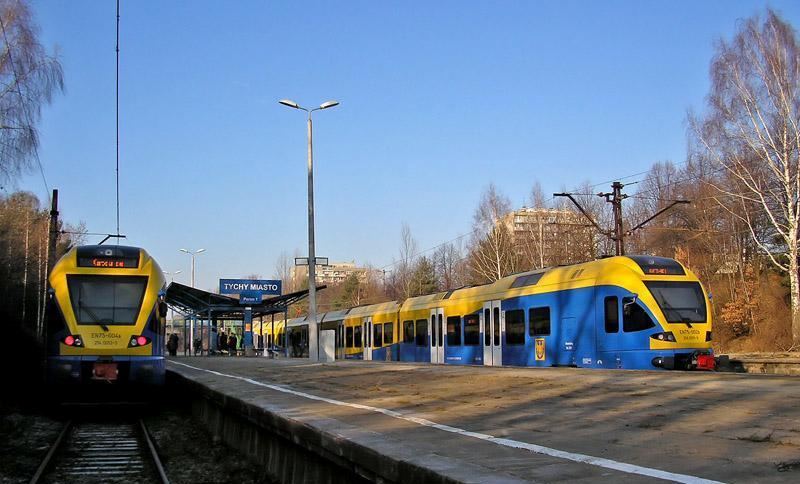
S-Bahnzüge im Bahnhof Tychy Miasto

Koleje Śląskie (deutsch Schlesische Eisenbahnen) sind ein regionales Eisenbahnverkehrsunternehmen in der Woiwodschaft Schlesien mit Sitz in Katowice. 
Das am 8. April 2010 gegründete Unternehmen befindet sich im Besitz der Woiwodschaft Schlesien und betreibt das drittlängste, nach Danzig und Warschau, von Przewozy Regionalne übernommene Nahverkehrsnetz in Polen. Die Züge verkehren oft mit langen Taktabständen durch ländliche Regionen. Dabei werden, mit Ausnahme der S4, die als Szybka Kolej Regionalna viele dicht beieinander liegende Stationen zwischen Tychy und Sosnowiec bedient, die Stationsabstände sehr groß. Die S4 verkehrt im Vorlaufverkehr seit 2008. Seit Dezember 2011 wird das Bahnnetz mit Fahrzeugen neuerer Bauart betrieben.